# 科先科韋
49°45′15″N 35°33′43″E / 49.75417°N 35.56194°E
科森科韋（烏克蘭語：Косенкове）是位於烏克蘭東部的村莊，由哈爾科夫州博霍杜希夫區的瓦爾基市鎮負責管轄。該村始建於1750年，面積0.66平方公里，海拔高度176米，2001年人口11，人口密度每平方公里16.7人。